# Amos Jadlin
Generálmajor Amos Jadlin (hebrejsky: עמוס ידלין; narozen 1951) je bývalý generál Izraelského vojenského letectva v záloze a náčelník izraelské vojenské rozvědky Aman. Před povýšením do současné funkce byl izraelským vojenským atašé ve Washingtonu. Jako pilot a důstojník izraelského letectva vedl operaci Opera, během které v roce 1981 izraelští letci zničili irácký jaderný reaktor Osirak.
Jadlin studoval na Ben Gurionově univerzitě v Negevu, kde získal bakalářský titul v oboru ekonomika a obchodní správa. Později studoval na JFK School of Government na Harvard University, kde získal magisterský titul v oboru státní správa.
Jeho otec Aharon Jadlin byl v 70. letech izraelským ministrem školství.

## Dílo
- Ethical Dilemmas in Fighting Terrorism. Jerusalem Center for Public Affairs. Listopad 2005, roč. 8, čís. 4. Dostupné v archivu pořízeném dne 2011-06-08.